# التعدد الجنسي
يشير التنوع الجنساني والجنسي (بالإنجليزية: (GSD) Gender and sexual diversity)‏، أو ببساطة التعدد الجنسي، إلى جميع التعددات والتنوعات في الخصائص الجنسية والتوجهات الجنسية والهويات الجنسية، دون الحاجة إلى تحديد كل من الهويات أو السلوكيات أو الخصائص التي تشكل هذه التعددية.

## ملخص
في العالم الغربي، تُستخدم التصنيفات البسيطة عمومًا لوصف التوجه الجنسي (مثل المغايريين والمثليين ومزدوجي الجنس)، والهوية الجنسية (مثل المتحولين جنسياً والمتوافقين مع جنسهم)، والأقليات الجنسيّة (مثل ثنائيي الجنس)، التي تم جمعها تحت اختصار مجتمع الميم أو مجتمع الميم عين+ والذي يشمل (المثلييات والمثليين ومزدوجي الجنس واللاجنسييين والمتحولين جنسياً / والعابريين جنسياً، وأحياناً الأشخاص ثنائيي الجنس). ومع ذلك، فإن الثقافات الأخرى لديها طرق أخرى لفهم الجنس وأنظمة النوع الاجتماعي. على مدى العقود القليلة الماضية، ظهرت بعض نظريات علم الجنس، مثل نظرية كينسي والنظرية الكويرية، وهذه النظريات تقترح أن هذا التصنيف لا يكفي لوصف التعقيد الجنسي لدى البشر وحتى في الأنواع الحيوانية الأخرى.
على سبيل المثال، قد يشعر بعض الأشخاص بتوجه جنسي متوسط بين شخصين مختلفين ومزدوجي الميول الجنسية (مغاير المرونة) أو بين المثليين ومزدوجي الميول الجنسية (المرونة المثلية). وقد يختلف أيضًا بمرور الوقت (كالانسيابية الجنسية)، أو يشمل الانجذاب ليس فقط تجاه النساء والرجال، ولكن لجميع أطياف الجنسين والأجناس (شمولية جنسية). بعبارة أخرى، يوجد داخل ثنائية الميول الجنسية تنوع كبير في الأنماط والتفضيلات التي تختلف من المغايرة الجنسية المحدودة 
```
إلىمغايرةذوذ الجةنسي الكةامل (
سلم كينسي
).
[
9
]
```

يشمل التنوع الجنسي الأشخاص ثنائيي الجنس، أولئك الذين ولدوا بمجموعة متنوعة من السمات الوسيطة بين النساء والرجال. ويشمل أيضًا الأشخاص المتحولين والعابرين جنسياً، وأفراد السيولة الجنسية، وما إلى ذلك.
ويشمل التنوع الجنسي أيضًا الأشخاص اللاجنسيين، الذين يشعرون بعدم الاهتمام بالنشاط الجنسي؛ وجميع أولئك الذين يعتبرون أنه لا يمكن تحديد هويتهم، مثل الأشخاص الكويريين.
من الناحية الاجتماعية، يُعتبر التنوع الجنسي على أنه قبول الاختلاف، ولكن مع المساواة في الحقوق والحريات والفرص في إطار حقوق الإنسان. في العديد من البلدان، يتم إثبات رؤية التنوع الجنسي خلال مسيرة الفخر.